# Техвагонмаш
«Техвагонмаш» — підприємство, що займається як проєктуванням, так і будівництвом заводів, виробляє обладнання для вагонобудування і вже тепер машинобудування.

## Історія
- 1965 р. — Створення спеціального конструкторського відділу обладнання Держплану УРСР.
- 1972 р. — Створення Всесоюзного науково-дослідного проектно-технологічного інституту вагонобудування (ВНІПТІвагон).
- 1982 р. — Введення в експлуатацію дослідного заводу ВНІПТІвагон.
- 1988 р. — створення науково-виробничого об'єднання в складі трьох інститутів (ВНІПТІвагон, Ворошіловград ПТІМАШ, ПТІМАШ м. Харків) і дослідного заводу.
- 1972 по 1991 р. — у цей проміжок часу ВНІПТІвагон проектував, а також оснащувати спеціальним технологічним обладнанням практично всі вагонобудівні підприємства СРСР.
- 1994 р. — створення ВАТ «Техтрансмаш».
- 2003 р. — створення ТОВ НВФ «Техвагонмаш».

## Продукція та послуги
- Комплексне проєктування та оснащення підприємств транспортного машинобудування;
- Спеціальне технологічне обладнання для виробництва залізничного транспорту;
- Технологічне обладнання для ремонту вагонів;
- Обладнання для виробництва причіпної та навісної техніки комерційного автотранспорту;
- Роботизовані зварювальні комплекси;
- Дробеметноє, дробоструминне обладнання;
- Фарбувально-сушильні камери;
- Автоматизовані склади;
- Технологічний транспорт;
- Обладнання для будівництва та ремонту нафто-, газопроводів.